# Габрієль Борич
Габрієль Борич Фонт (ісп. Gabriel Boric МФА: [ɡaˈβɾjel ˈβoɾitʃ]; нар. 11 лютого 1986) — чилійський політик, Президент Чилі з 11 березня 2022 року після перемоги у другому турі президентських виборів 19 грудня 2021 року. Наймолодший президент в історії цієї держави.

## Життєпис
Народився 1986 року в Пунта-Аренасі в сім'ї чилійських хорватів родом із хорватського острова Угляна.
Попри те, що його предки з прізвищем Борич виїхали з Хорватії в Чилі ще 1897 року, у нього досі є родичі на Угляні. Його батько — інженер-хімік Луїс Борич Скарпа, понад 40 років пропрацював державним службовцем на підприємстві Empresa Nacional del Petróleo, а мати Марія Соледад Фонт Агілера має каталонське походження. У нього також є два брати Симон і Томас.
У рідному місті навчався в Британській школі. Потім переїхав у Сантьяго з метою вступити в 2004 році на юридичний факультет Чилійського університету. Закінчивши курс навчання 2009 року, того самого року став головою студентської спілки юридичного факультету. Потім готувався до іспиту на здобуття права на юридичну практику та проходив обов'язкове стажування. Однак у 2011 році провалив іспит, не склавши його і з другої спроби. Він так і не отримав диплом юриста, згадуючи в інтерв'ю, що ніколи і не збирався працювати правником, а, за його словами, волів натомість бути письменником.
2012 року був головою Федерації студентів Чилійського університету. Як представник студентства став однією з провідних постатей чилійських студентських протестів 2011—2013 років. Двічі був обраний до нижньої палати чилійського парламенту — Палати депутатів, представляючи XII Регіон Магальянес і Чилійська Антарктика, спочатку на виборах 2013 року як незалежний кандидат, а потім на виборах 2017 року як член лівої коаліції Широкий фронт, яку він створив разом із кількома іншими партіями.
Протягом громадянських заворушень у Чилі 2019 року був одним із політиків, які вели переговори про угоду, що торувала шлях до референдуму про зміни в Конституції. 2021 року після перемоги на офіційних праймеріз з 60 % голосів був обраний кандидатом у президенти від коаліції Apruebo Dignidad (до якої входили Широкий фронт, Комуністична партія та інші менші рухи). 19 грудня 2021 року переміг Хосе Антоніо Каста у другому турі президентських виборів, здобувши 55,9 % голосів.
Ставши наймолодшим президентом в історії Чилі, Борич водночас посів друге місце у світі серед наймолодших глав держави, а також став президентом, обраним найбільшою в історії країни кількістю голосів.

### Думка Борича про російське вторгнення в Україну
Габрієль Борич рішуче засудив російську агресію проти українського народу і, будучи обраним президентом Чилі, висловився про конфлікт так у своєму акаунті у Твіттері:
«Росія обрала війну як засіб вирішення конфліктів. З Чилі ми засуджуємо вторгнення в Україну, порушення її суверенітету та незаконне застосування сили. Наша солідарність буде з жертвами, а наші скромні зусилля — з миром».